# Rafael Poleo
Rafael David Poleo Isava (19 de septiembre de 1937) es un periodista venezolano con actuación política.   

## Carrera
Es director y propietario de la revista semanal Zeta, el diario El Nuevo País y el portal de noticias Enpaiszeta.com. Previamente fue por 4 años director de El Mundo, director del Departamento de Noticias y Opinión de  Radio Caracas Televisión y Radio Caracas Radio por 6 años, y Director General del Bloque de Armas, para el cual fundó el diario 2001. Escribe en la prensa venezolana desde 1958. Entre 1966 y 1998 fue sucesivamente el comentarista político en los noticieros centrales de RCTV, Venevisión y Televen.  
Ha sido diputado y senador al Congreso Nacional por el partido Acción Democrática, y Secretario Político Nacional de ese partido. Poleo ha estado varias veces detenido en juicios abiertos por sus denuncias de corrupción y sus opiniones políticas. Estuvo exiliado en 1983 por sus publicaciones sobre una conspiración cívico-militar que terminó con la destitución del Ministro de la Defensa, y en 1991 por publicar informaciones sobre la corrupción en el gobierno de Carlos Andrés Pérez, quien finalmente fue depuesto y condenado a 28 meses de prisión tras un proceso por malversación de fondos públicos. Desde 2009 vive bajo asilo político en Florida con orden de aprehensión en Venezuela bajo cargos por un comentario hecho en Globovisión dentro del programa Aló ciudadano. Poleo allí dijo: «Estoy preocupado porque (Hugo) Chávez puede terminar sus días como Mussolini, colgado con la cabeza para abajo». El comentario fue culminación de sus afirmaciones señalando al chavismo como un movimiento fascista, no socialista. A esto se agrega una demanda (2016) de la petrolera estatal PDVSA por informaciones sobre la situación de esa empresa. Tiene cuatro hijos, tres de ellos (Patricia, Helena y Francisco) activos en el periodismo y un cuarto (Alejandro) en la industria gráfica.